# Nou Consell General d'Andorra
El nou Consell General és un edifici d'Andorra la Vella, seu parlamentària del Consell General d'Andorra que substitueix la seu històrica de la Casa de la Vall. Està situat al costat de l'antic parlament i a prop de l'edifici administratiu del Govern d'Andorra. Acull totes les sessions del legislatiu andorrà, llevat de les tradicionals (la sessió constitutiva i la de Sant Tomàs, el 21 de desembre), que se celebren a la Casa de la Vall.

## Història
El 1996, durant la primera legislatura constitucional, es va crear una comissió per a projectar una nova seu per al Consell General; la Casa de la Vall s'havia quedat petita, i part dels serveis parlamentaris, com la Sindicatura, els grups parlamentaris i les comissions s'havien desplaçat a un edifici proper, la Casa del Benefici, que s'enderrocaria el 2017. El 2001 el Consell, el Comú d'Andorra la Vella i el govern signaven un conveni per a impulsar la construcció de l'edifici. El 2004 es va adjudicar la primera fase, d'excavació del terreny, per 3,7 milions d'euros; el 2007 la segona fase, de construcció d'estructures generals, per 6,4 milions d'euros, i el 2008 la tercera fase, d'arquitectura i instal·lacions per 17 milions d'euros. Finalment les obres van costar uns 26 milions d'euros, un milió menys del previst. La seu va començar a funcionar el març del 2011, i els coprínceps François Hollande i Joan-Enric Vives van inaugurar-la oficialment el 2014.

## Descripció

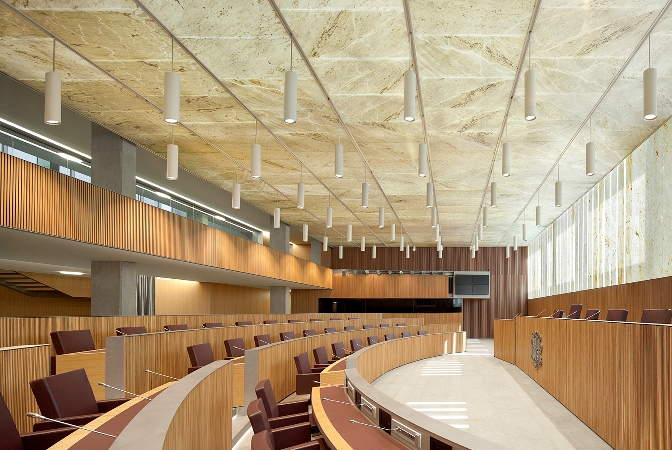
L'hemicicle del Consell General.

L'edifici té una superfície de 16.000 metres quadrats i fa 30 metres d'altura, unes dimensions pensades per a acollir el màxim de 42 consellers que preveu la Constitució. Per a construir-lo va caldre exteure 40.000 metres cúbics de roca, i es va urbanitzar una plaça de 1.300 metres quadrats. L'edifici té dues parts. A través de l'entrada de la plaça s'accedeix a les dues plantes on hi ha els despatxos del síndic i el subsíndic, el secretari general i les dependències administratives i del gabinet jurídic. Per sota de la plaça s'hi ubica l'hemicicle, les dependències dels grups parlamentaris, les sales de comissions i de premsa i serveis com la biblioteca; també hi ha 65 places d'aparcament.
L'edifici del Consell és també la seu de tres organismes que en depenen: l'Agència de Protecció de Dades, el Raonador del Ciutadà i el Tribunal de Comptes, accessibles per una entrada independent a la planta baixa, per la plaça adjacent al carrer Prat de la Creu.